# Tony Settember
Pas d'image ? Cliquez ici
Tony Settember, né le 10 juillet 1926 à Manille (Philippines) et décédé le 4 mai 2014 à Reno (Nevada), est un pilote automobile américain.

## Carrière
Tony commence sa carrière dans son pays dans des courses de voitures de sport avant de tenter sa chance en Europe en Formule 1 et aux 24 Heures du Mans dès 1962.
Il s'engage au total sur dix Grands Prix et prend six départs sur des Emeryson et des Scirocco, la marque qu'il a fondé avec Hugh Powell. 
Son meilleur résultat en qualifications est dix-huitième, en 1963, au Grand Prix de France et au Grand Prix de Grande-Bretagne ; son meilleur résultat en course est une huitième place acquise au Grand Prix automobile de Belgique 1963.
Après cette tentative européenne, Settember retourne aux États-Unis pour des courses de monoplaces et de voitures de sport avant de s'engager en CanAm et en Formule 5000. 
Il met fin à sa carrière en 1974.

## Résultats aux 24 Heures du Mans
| Année | Équipe            | Voiture            | Équipiers   | Résultat |
| ----- | ----------------- | ------------------ | ----------- | -------- |
| 1962  | Scuderia Scirocco | Chevrolet Corvette | John Turner | Abandon  |